# Хельд, Манфред
Манфред Хельд (нем. Manfred Held), 28 сентября 1933, Регенсбург, округ Оберпфальц в земле Бавария, — 8 февраля 2011, Шробенхаузен) — немецкий физик-баллистик, конструктор боеприпасов. Получил международную известность за исследования в области баллистики, связанные с проектированием и функционированием кумулятивных зарядов (боевых частей), ударным инициированием взрывчатых веществ, и так называемой диагностикой взрывных процессов (немецк. Hochgeschwindigkeitsdiagnostik).
Широко известен как изобретатель динамической защиты (ДЗ) ERA Blazer —‒ первой ДЗ, нашедшей реальное боевое применение на танках Израиля в ходе Ливанской войны 1982 года.

## Биография
Манфред Хельд родился 28 сентября 1933 года в городе Регенсбург, четвёртом  по величине городе Баварии. После окончания школы изучал физику в Техническом университете в Мюнхене (TU-München). Свою докторскую работу в области физической химии по ультрафиолетовой спектроскопии  защитил в 1959 году там же.
После присвоения докторской степени по физике 1 апреля 1960 года был принят на работу в оружейную компанию Messerschmitt-Bölkow-Blohm-Apparatebau/Schrobenhausen (позднее EADS-Thomson-DASA-Wirksysteme) и в настоящее время TDW Gesellschaft für verteidigungstechnische Wirksysteme mbH. Работал научным сотрудником по направлению физика взрывчатых веществ в отделении боевых частей перспективных систем вооружения MBB/Schrobenhausen в городе Шробенхаузен, которым в то время руководили Людвиг Бёльков и австриец Франц Рудольф Томанек (Franz Rudolf Thomanek, 1913 - 1990), оба являлись соорганизаторами создания отделения. Франц Томанек хорошо известен в Германии за свои пионерские работы 1930-х годов (1935-1939) по созданию первых противотанковых кумулятивных боеприпасов для стрельбы с плеча. В годы Второй мировой войны Томанек был ведущим специалистом Управления систем вооружения сухопутных войск (Heereswaffenamt), отвечал за проводимые исследования по созданию новых взрывчатых веществ в интересах сухопутных войск. Франц Томанек достаточно быстро разглядел в Хельде потенциального преемника на руководство этой организацией, покровительствовал ему и на протяжении ряда лет тесно взаимодействовал с ним. Позднее Хельд продолжил работу Томанека и Вальтера Тринкса по исследованию и разработке кумулятивных зарядов.
В компании Messerschmitt-Bölkow-Blohm (MBB) Хельд в течение многих лет руководил исследовательским отделением (Research and development of conventional warheads and armour), с его именем, в значительной степени, связана ведущая роль MBB в области боевых частей ракетных систем. Пользовался поддержкой доктора Вальтера Тринкса (нем. Walter Trinks) – высокопоставленного учёного Министерства обороны Германии, благодаря помощи которого организация получала новейшее и лучшее технологическое оборудование для диагностики импульсных процессов. Как отмечалось в редакционной статье профильного издания, большая часть исследований Хельда основана на использовании уникального диагностического оборудования, позволившего проведение точных измерений и обеспечившего визуализацию процессов наносекундного уровня.

## Опыты Хельда в Израиле
После окончания шестидневной войны Израиля и Египта М. Хельд в 1967 - 1968 годах принял участие в испытаниях, проводимых армией и оборонной промышленностью Израиля по оценке эффективности боевых частей ПТУР на трофейных египетских танках советского производства Т-54 и Т-55. В Израиль Хельд был командирован в конце 1967 года как эксперт по кумулятивным боевым частям для изучения уязвимости советской бронетехники. В получении соответствующей информации было крайне заинтересовано Минобороны Германии. Командировка Хельда стала результатом секретного соглашения BND и Моссад.
В ходе испытаний в Синайской пустыне Хельд обнаружил необычное явление: ожидаемое полное сквозное пробитие бронебашни танка, состоящее в пробитии брони, проходе струи внутри башенного пространства и выходе ее через противолежащую стенку башни, имело место не при всех испытаниях. В тех случаях, когда кумулятивная струя вызывала детонацию находившихся в танке боеприпасов, вторичный взрыв воздействовал на неё таким образом, что струя не достигала противоположной стенки башни, или, по меньшей мере, уже не пробивала её. Этот факт позволил Хельду прийти к следующему заключению: Происходящий при взрыве или ударе по броне "контрвзрыв" (нем. Gegenexplosion), способен, если держать его под контролем, оказывать положительный эффект и тем самым противодействовать пробитию брони.
Телеканал National Geographic снял фильм о динамической защите (Explosive Reactive Armor), в котором показаны документальные кадры участия молодого М. Хельда в испытаниях уязвимости советских танков, а также современная демонстрация принципа действия ДЗ в присутствии постаревшего Хельда, см. ссылки.
В 1970 году Хельд получил патент на динамическую защиту (Explosive Reaction Armor, ERA), для использования в качестве дополнительной защиты танка.
Не добившись успеха в убеждении военного руководства Германии и других стран-участниц НАТО принять его разработки, М. Хельд в 1974 году вернулся в Израиль, где только что закончилась арабо-израильская война 1973 года (Война Судного дня).
В 1974 году Хельд представил своё изобретение представителям Армии обороны Израиля, в ходе демонстрации была продемонстрирована эффективность защитного действия динамической защиты. Результатом демонстрации Хельдом своего изобретения явилось поручение правительства Израиля оружейной компании Rafael начать подготовку динамической защиты ERA для серийного производства.
Компания Rafael (Rafael Armament Development Authority) наладила изготовление модулей навесной динамической защиты Blazer add-on ERA, адаптировав их к конкретным машинам, и в дальнейшем продвигала продукт по всему миру совместно с Israel Military Industries.
Впервые динамическая защита «Блэйзер» была установлена на танках Израиля: Centurion, M-60 и M-48 во время Ливанской войны 1982 года.

## Научная и преподавательская деятельность
По возвращении из Израиля в середине 1970-х годов Хельд на протяжении ряда лет занимается своей основной работой - различными аспектами создания и оценки эффективности боевых частей для поражения воздушных целей.
Им также выполнены исследования кумулятивных зарядов, в частности для боевых частей кумулятивного действия некоторых ракетных систем, например БЧ систем Milan, HOT, Kormoran, Roland, а также кассетные боеприпасы, и боеприпасы, действие которых основано на принципе «ударного ядра», и далее вплоть до осколочных боевых частей направленного действия.
В 1991 году Хельд занял должность профессора по специализации «конечная баллистика» (Endballistik) в Университете бундесвера (Bundeswehr-Universität) в Мюнхене.
Более 50 лет проработал Хельд в компании MBDA Deutschland и её предшественниках. После выхода на пенсию работал в качестве консультанта и исследователя MBDA Deutschland.
Сотрудники и коллеги Хельда всегда оценивали его очень высоко. Как писал журнал сухопутных войск Германии Truppendienst № 1/2010 "Среди специалистов его всегда считали «светилом» в области военной техники и конечной баллистики. Результатом его знаний, богатства его идей и рабочего духа явились более чем 350 научных публикаций, огромное число изобретений и свыше 130 патентов в военной области.
Являлся членом редколлегии журнала Propellants, Explosives, Pyrotechnics.
Благодаря своей научной репутации был выбран почетным членом международного общества баллистики International Ballistics Society, IBS. Участник практически всех Международных симпозиумов по баллистике International Symposium on Ballistics, первый из которых состоялся в 1974 году, где Хельд неизменно выступал с докладами. Выступление Хельда на 25-м симпозиуме было последним.
Хельд, обладая колоссальной работоспособностью, отличался гибким и многоходовым умом. Занимаясь по роду своей работы боевыми частями (нем. Wirkteile), с 1960-х годов занимался разработкой экзотических (в то время), а ныне общепринятых схем защиты объектов - активной защиты и динамической защиты, и параллельно усовершенствовал конструкции боеприпасов для их преодоления.

### Посещение АО «НИИ стали»
В начале 1990-х годов, в эпоху открытости и гласности, Манфред Хельд получил приглашение посетить Москву и головную организацию по разработке динамической защиты, ОАО «НИИ стали». После посещения Института Хельд признал, что приоритет в динамическом способе защиты (ДЗ) принадлежит российским специалистам. В этом его убедили извлечённые из секретного архива и показанные ему отчеты по изучению влияния контрвзрыва на кумулятивную струю, датированные серединой 1940-х годов, выполненные учёными П.Т. Алексеевым и И.А. Бытенским. Признанием данного факта явился и совместный доклад на Международном симпозиуме по баллистике 1998 года признанных к тому времени разработчиков динамической защиты: Манфреда Хельда (Германия), Моше Майзелесса (Израиль) и Дмитрия Рототаева (Россия). Ответного приглашения посетить Шробенхаузен, однако, так и не последовало.
По состоянию на 2011 год результаты деятельности М. Хельда с сотрудниками отражены в 500 научных публикациях и 150 патентах.
В памятной публикации NDIA Минобороны США, посвящённой кончине М. Хельда, в перечне достижений указано: изобретение динамической защиты (1969 год), "использованной позднее Израилем и Россией". Другой стороной этого успеха было создание тандемной боевой части для преодоления этой защиты в 1974 году. М. Хельд работал над созданием боевых частей, в первую очередь, кумулятивных боевых частей ракетных систем Милан, Хот, Корморан и Роланд, а также по целому ряду других проектов.
Смерть последовала 8 февраля 2011 года в результате внезапного сердечного приступа. Был женат. В браке четверо детей.

## Избранные работы
- M. Held, Berechnung Splittermassenverteilung von Splittermunition. Explosivstoffe, 1968, 11
- Held, M. Initiierung von Sprengstoffen, ein vielschichtiges Problem der  Detonationsphysik. Explosivstoffe, 1968, 5, 2-17.
- M. Held, Flugzielgefechtsköpfe, Internationale Wehrrevue 719-724, 1975
- M. Held, Warhead Effects on Airborne Targets, Internationale Wehrrevue 19, 343-347, 1986
- Held, M. Experiments of initiation of covered, but unconfined high explosive charges by means of shaped charge jets. Propellants, Explosives, Pyrotechnics, 1987, 12(2), 35-40.
- M. Held, “Particulation of Shaped Charge Jets”, 11th International Symposium on Ballistics, Brussels, Belgium, WM l, pp. 1–10, 1989.
- Held, M. Initiation phenomena with shaped charge jets. Paper presented at the 9th International Symposium on Detonation, Portland, OR, USA, 1989, August.
- M. Held, “Hydrodynamic Theory of Shaped Charge Jet Penetration”, Journal of Explosive and Propellants, Vol. 7, pp. 9–24, 1991.
- M. Held: "Brassey's Essential Guide to Explosive Reactive Armour and Shaped Charges", Brassey 1999, ISBN 1-85753-225-2
- M. Held Liners For Shaped Charges. Journal Of Battlefield Technology, Vol. 4, No 3, November 2001
- M. Held. Active Protection Against KE-Rounds and Shaped Charges at Short Distances. 19h International Simposium on Ballistics 2001, v. 2, pp. 555–562.
- М. Хельд. Системы активной защиты с cенсорными взрывателями.  Military Technology, 2001, № 10, pp. 50–54.
- Manfred Held. Dynamic Plate Thickness of ERA Sandwiches against Shaped Charge Jets. Propellants, Explosives, Pyrotechnics 29 (2004), No. 4 pp. 244-246.
- M. Held, Shaped Charge Optimization against ERA Targets. In: Propellants, Explosives, Pyrotechnics 30 (2005), No. 3, pp. 216-223
- Held, Manfred. Anti-tank Mine Blast Effects [online]. Journal of Battlefield Technology, Vol. 12, No. 2, July 2009: 1-7. Availability:  <http://search.informit.com.au/documentSummary;dn=946822468852668;res=IELENG>  ISSN: 1440-5113. [cited 18 Dec 2017].
- Held, Manfred. Impulse Density of 155 mm Projectile as a Function of Distance [online]. Journal of Battlefield Technology, Vol. 13, No. 3, Nov 2010: 5-9. Availability:  <http://search.informit.com.au/documentSummary;dn=482091846977429;res=IELENG>  ISSN: 1440-5113. [cited 18 Dec 2017].
- Held, Manfred. Anti-tank Mine Blast Effects [online]. Journal of Battlefield Technology, Vol. 12, No. 2, July 2009: 1-7. Availability:  <http://search.informit.com.au/documentSummary;dn=946822468852668;res=IELENG>  ISSN: 1440-5113. [cited 18 Dec 2017].
- Held, Manfred. A tutorial on the penetration of kinetic-energy (Ke) rounds [online]. Journal of Battlefield Technology, Vol. 7, No. 1, 2004: 1-5. Availability:  <http://search.informit.com.au/documentSummary;dn=086571340480473;res=IELENG>  ISSN: 1440-5113. [cited 18 Dec 2017].
- Held, Manfred. Threats to military transport aircraft: A technical review [online]. Journal of Battlefield Technology, Vol. 6, No. 2, 2003: 1-10. Availability:  <http://search.informit.com.au/documentSummary;dn=196617668731402;res=IELENG>  ISSN: 1440-5113. [cited 18 Dec 2017].